# 生駒山口神社
生駒山口神社（いこまやまぐちじんじゃ）は、奈良県生駒郡平群町櫟原(いちはら)に鎮座する神社。『延喜式』神名帳には、大社に列せられる式内社。旧社格は、村社。

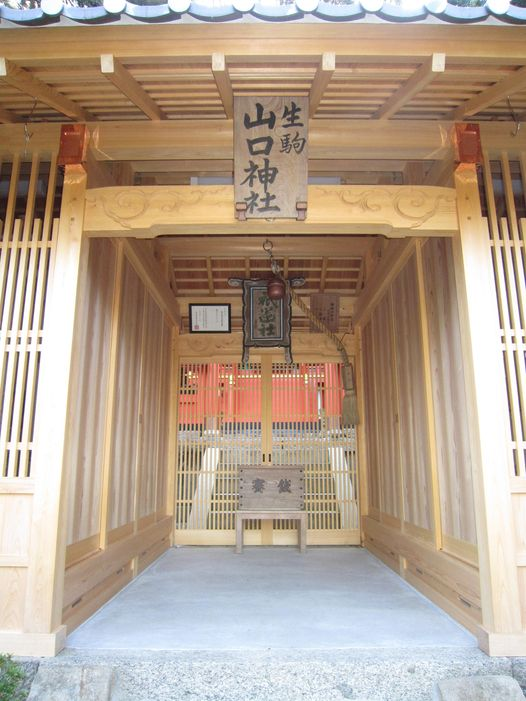
拝殿の前

## 概要
『延喜式』には、「伊古麻山口神社」とあり、朝廷の月次祭・新嘗祭では、幣帛に預かる旨が定められている。
祭神は、素戔嗚命、櫛稲田姫命。
但し、特選神名牒では、祭神は、大山祇命と記されている。
本殿右側の境内社は、大神社（祭神：天照大神）。
本殿左側の境内社は、右から、猿田彦社（祭神：猿田彦命）、八幡社（祭神：誉田別命）、春日社（祭神：春日神）、厳島社（祭神：市杵島姫命）、稲荷社（祭神：稲荷神）、夷社（祭神：事代主神）。
また、厳島社の向かって右側には、「正一位白一大明神(しょういちいはくいちだいみょうじん)」と彫られた石が、祀られており、農耕の神である稲荷の白狐を祀った石であるが、眼病にも御利益があるといわれている。
近世以前は、牛頭天王を祀っており、廃仏毀釈によって仏教色の強い牛頭天王に代わって、素戔嗚命を祀った。
創祀・由緒は、詳らかでないが、俗に滝ノ宮ともいい、元は南西の滝の傍らにあったと伝えられる。
おそらく生駒山系の守護神だったとみられ、山口十社の一つであった。

## 文化財
生駒山口神社では、秋の大祭の1週間前に神社の祭神である男神と姫神が氏子の家にお渡りし、祭りの前日の宵宮に神社に帰っていく「オハキツキ」と呼ばれる行事が続いており、奈良県指定無形民俗文化財に指定されている。

## アクセス
近鉄生駒線「元山上口」駅より、徒歩約１０分。
駐車場あり。